# Xiphochaeta aquatica
Xiphochaeta es un género monotípico de plantas fanerógamas perteneciente a la familia de las asteráceas. Su única especie, Xiphochaeta aquatica, es originaria de Sudamérica.

## Distribución
Se distribuye por Brasil, Guayana Francesa, Guyana, Surinam y Venezuela. En Brasil se encuentra en Amazonia y Pantanal, distribuidas por Roraima, Pará, Amazonas, Maranhão y Mato Grosso.

## Taxonomía
Xiphochaeta aquatica fue descrita por Eduard Friedrich Poeppig y publicado en Nova Genera ac Species Plantarum 3: 44, pl. 250. 1843.
sinonimia
- Stilpnopappus aquaticus (Poepp.) M.O.Dillon
- Stilpnopappus viridis Benth. ex Baker[3]